# Hamazasp Babadzhanián
Hamazasp Khachaturi Babadzhanian (nacido como Amazasp Khachaturovich Babadzhanyan, 18 de febrero de 1906-1 de noviembre de 1977) fue un mariscal jefe armenio soviético de las tropas acorazadas. Fue galardonado con el Héroe de la Unión Soviética (1944).

## Biografía

### Primeros años
Babadzhanian nació en el seno de una familia empobrecida de armenios en el pueblo de Chardakhlu(Khachisar) cerca de Yelizavetpol (más tarde Kirovabad, actualmente Ganyá l, Azerbaiyán), que entonces formaba parte del Imperio ruso. En el mismo pueblo nació Iván Bagramián, un compatriota armenio que también llegaría a ser Mariscal de la Unión Soviética. Babadzhanian asistió a la escuela primaria local de cuatro años en Çardaqlı antes de trasladarse a Tiflis en 1915 para continuar su educación en una escuela secundaria armenia de allí. Sin embargo, su familia no pudo mantenerlo económicamente durante mucho tiempo y se vio obligado a regresar a su casa, donde se puso a trabajar en el campo.
En 1925, Babadzhanian solicitó ingresar en la Escuela Militar Combinada Aleksandr Myasnikian del Ejército Rojo en Ereván, Armenia. Más tarde, la escuela se trasladó a Tiflis y se rebautizó como Escuela de Infantería Combinada del Transcáucaso, donde se graduó como oficial en 1929. Recibió varios destinos en la Unión Soviética, sirviendo como comandante de un batallón y más tarde como adjunto del cuerpo de ejército con base en el Distrito Militar de Transcaucasia. Babadzhanian completó sus estudios en la Academia Militar de Frunze  en 1937, alcanzando el rango de mayor. En 1938 fue nombrado adjunto del comandante de un regimiento en Leningrado antes de ser enviado al frente tras el estallido de la Guerra de Invierno finosoviética en 1939-1940. Sirvió con distinción en los combates y posteriormente se le dio el mando del 751.º Regimiento de Fusileros, con base en el Distrito Militar del Cáucaso Norte.

### Segunda Guerra Mundial
El 5 de julio, unas semanas después de la invasión de la Unión Soviética por parte de Alemania, Babadzhanian fue enviado a Smolensk, donde asumió el mando del 395.º Regimiento de Fusileros, 127.ª División de Fusileros. Su unidad participó en una acción de retaguardia durante una retirada temporal, oponiendo una fuerte resistencia a las fuerzas del Eje antes de pasar de nuevo a la ofensiva. Su unidad fue la primera en volver a entrar en la ciudad de Yelnia el 8 de septiembre de 1941, un logro que le valió un período de descanso de los combates. Después de un breve descanso y reabastecimiento en Kursk, la lucha pronto envolvió esa parte de la RSFSR y el regimiento de Babadzhanian se enfrentó a las fuerzas del Eje en Fatezh y ayudó en la evacuación de Kursk.
A lo largo de 1942, la unidad de Babadzhanian participó cada vez más en operaciones ofensivas. En el invierno de 1941-42, su división fue enviada al frente suroccidental. En enero, se le ordenó atacar y capturar las posiciones alemanas en el pueblo de Sokolia Plota. El reconocimiento reveló que los alemanes habían concentrado allí una fuerza seis veces mayor que la suya, hecho que le obligó a lanzar un ataque que la golpeara por los flancos. Su maniobra logró abrir una brecha entre las fuerzas defensoras, que sufrieron grandes bajas y se retiraron de sus posiciones. Su regimiento pasó a capturar el pueblo de Vipolzovo y la estación de Shumakovo, el principio de la línea ferroviaria Kursk-Bélgorod , y se adentró en la región de Sedvenskiyi, al sureste de Kursk. En septiembre de 1942, fue nombrado comandante de la 3.ª Brigada Mecanizada, que formaba parte del Tercer Cuerpo Mecanizado.
En julio de 1943, Babadzhanian fue enviado al norte para participar en la Batalla de Kursk. Se le dio el mando de la 20.ª Brigada de Tanques, que en ese momento formaba parte de las Guardias Soviéticas 8.º Cuerpo Mecanizado. Su brigada tenía la misión de bloquear los avances norte y sur de los alemanes hacia Kursk tomando posición en un cruce cerca de Oboyan . La brigada sufrió grandes pérdidas por los asaltos de los blindados alemanes, y el propio Babadzhanian resultó herido en el transcurso de los ataques. Se recuperó rápidamente de sus heridas y volvió al servicio activo. Su unidad fue incorporada al Primer Frente Ucraniano y enviada una vez más a participar en la lucha por expulsar al Eje de Ucrania. Durante el invierno de 1943-44 la brigada de Babadzhanian participó en la liberación de las ciudades y pueblos de  Vínnytsia, Zhmérynka y Ternópil. Los tanques bajo el mando de Babadzhanian se distinguieron en particular en la batalla de Koziatyn, que resultó en la aniquilación de la 70.ª División de Fusiles Motorizados alemana.
En marzo de 1944, Babadzhanian dirigió su brigada a través del Dniéster en una campaña para retomar la ciudad de Ivano-Frankivsk. Después de 
días de duros combates, sus fuerzas tomaron y ocuparon la orilla derecha del río. Por sus esfuerzos, el 2 de abril los comandantes del 8.º Cuerpo Mecanizado concedieron a Babadzhanian el título de Héroe de la Unión Soviética. Desde el verano de 1944 hasta 1945, sus fuerzas lucharon como parte del Primer y del Segundo Frente Bielorruso. El 25 de agosto de 1944, Babadzhanian, entonces teniente coronel, fue nombrado comandante de la 11.º Cuerpo de Tanques de la Guardia, que formaba parte del 1er Ejército de Tanques de la Guardia .
En enero de 1945, como parte de la Ofensiva del Vístula-Óder, su blindaje proporcionó apoyo de fuego pesado a las unidades que avanzaban hacia Polonia, donde redujeron las fortalezas que custodiaban los accesos interiores al país, y les ayudaron en la captura de las ciudades de Lodz, Kutno y Poznan. A finales de mes, el cuerpo de Babadzhanian había llegado a las fronteras de Alemania y había comenzado las operaciones militares para tomar Landsberg, Tczew, Wejherowo, y una serie de otras ciudades en Pomerania. Como parte del 1er Frente Bielorruso, el 2 de febrero, el 11.º Cuerpo de Tanques cruzó el Óder y, con apoyo artillero y aéreo, participó en la toma de Fráncfort del Óder. Sus fuerzas llegaron a tiempo para participar en la Batalla de Berlín, luchando en duros combates callejeros, junto a unidades del 1er Frente Ucraniano, y participando en la toma del Edificio del Reichstag.

### Carrera posterior
El 11 de julio de 1945, Babadzhanian fue ascendido a mayor general en las fuerzas de tanques soviéticas. Se graduó en la Academia Militar del Estado Mayor de las Fuerzas Armadas de la URSS en 1948, y fue nombrado en puestos de mando de responsabilidad. Babadzhanian ocupó el cargo de vicecomandante del Distrito Militar de los Cárpatos de 1950 a 1951.
En noviembre de 1956, Babadzhanian dirigió el 8.º Ejército Mecanizado en Budapest, durante la intervención soviética que condujo al aplastamiento de la Revolución húngara de 1956 . Desde 1959, fue comandante en jefe de las fuerzas del Distrito Militar de Odessa. De 1967 a 1969, fue jefe de la Academia Militar de Fuerzas Blindadas Malinovski y, desde mayo de 1969, jefe de las fuerzas de tanques. Babadzhanian fue diputado del Sóviet de las Nacionalidades durante su sexta y séptima convocatorias, representando a la República Socialista Soviética de Moldavia . De 1969 a 1977, fue jefe de las fuerzas blindadas del ejército soviético. Babadzhanian se convirtió en Mariscal Jefe de las Tropas de Tanques y Blindados el 29 de abril de 1975 (uno de los dos únicos hombres que alcanzaron este rango) y mantuvo el cargo hasta su muerte .
Falleció en Moscú el 1 de noviembre de 1977 y fue enterrado con todos los honores en el Cementerio Novodévichi.

## Memoria
En 1978, una zona del distrito administrativo del noroeste de Moscú recibió el nombre de Babadzhanian. Una de las calles de Ereván lleva el nombre de Babadzhanian. Una calle de Odesa fue rebautizada como calle Mariscal Babadzhanian el 22 de diciembre de 2012.
El 23 de mayo de 2016, se erigió una estatua monumental del mariscal Hamazasp Babadzhanián en la capital de Armenia en una calle que lleva su  nombre.

## Obras publicadas
- (en Ruso) Дороги Победы [The Road to Victory]. Moscow: Molodaia Gvardiia, 1972.
- (en Ruso) Tанки и Tанковые Войска [Tanks and Tank Forces]. Moscow: Voenizdat, 1970.

## Premios y distinciones

### Unión Soviética
|  | Héroe de la Unión Soviética (N.º 2077 - 26 de abril de 1944)                                                                         |
|  | Cuatro Órdenes de Lenin (N.º 13579 - 26 de abril de 1944, 15 de noviembre de 1950, 17 de febrero de 1966 y 15 de septiembre de 1976) |
|  | Orden de la Revolución de Octubre (4 de mayo de 1972)                                                                                |
|  | Orden de la Bandera Roja, cuatro veces (17 de febrero de 1942, 13 de junio de 1943, 11 de junio de 1945 y 30 de diciembre de 1956)   |
|  | Orden de Suvórov, 1.ª clase (29 de mayo de 1945)                                                                                     |
|  | Orden de Suvórov, 2.ª clase (6 de abril de 1945)                                                                                     |
|  | Orden de Kutúzov, 1.ª clase (18 de diciembre de 1956)                                                                                |
|  | Orden de la Guerra Patria, 1.ª clase (1 de marzo de 1944)                                                                            |
|  | Orden de la Estrella Roja, dos veces (24 de junio de 1943 y 3 de noviembre de 1944)                                                  |
|  | Orden del Servicio a la Patria en las Fuerzas Armadas de la URSS, 3er grado (1975)                                                   |
|  | Medalla por la Defensa de Moscú (1944)                                                                                               |
|  | Medalla por la Liberación de Varsovia (1945)                                                                                         |
|  | Medalla por la Conquista de Berlín (1945)                                                                                            |
|  | Medalla por la Victoria sobre Alemania en la Gran Guerra Patria 1941-1945 (1945)                                                     |
|  | Medalla Conmemorativa del 20.º Aniversario de la Victoria en la Gran Guerra Patria de 1941-1945 (1965)                               |
|  | Medalla Conmemorativa del 30.º Aniversario de la Victoria en la Gran Guerra Patria de 1941-1945 (1975)                               |
|  | Medalla Conmemorativa por el Centenario del Natalicio de Lenin (1969)                                                                |
|  | Medalla del 30.º Aniversario de las Fuerzas Armadas de la URSS (1948)                                                                |
|  | Medalla del 40.º Aniversario de las Fuerzas Armadas de la URSS (1958)                                                                |
|  | Medalla del 50.º Aniversario de las Fuerzas Armadas de la URSS (1968)                                                                |
|  | Medalla de veterano de las Fuerzas Armadas de la URSS (1976)                                                                         |
|  | Medalla por el desarrollo de las tierras vírgenes (1956)                                                                             |

- Wound stripe

### Extranjero
|  | Orden del 9 de septiembre de 1944, 1.ª clase (Bulgaria)                                    |
|  | Medalla "Por el fortalecimiento de la amistad en las armas", Clase dorada (Checoslovaquia) |
|  | Orden Virtuti Militari, 4.ª clase (Polonia)                                                |
|  | Orden Polonia Restituta, 4.ª clase (Polonia)                                               |
|  | Orden de la Cruz de Grunwald, 3.ª clase (Polonia)                                          |
|  | Medalla de la Hermandad de Armas (Polonia)                                                 |
|  | Medalla por el Oder, Neisse y el Báltico (Polonia)                                         |
|  | Orden de la Bandera Roja (Mongolia)                                                        |
|  | Medalla del 30.º Aniversario de la Victoria en Jaljin Gol (Mongolia)                       |
|  | Medalla del 40.º Aniversario de la Victoria en Jaljin Gol (Mongolia)                       |
|  | Medalla "50 años de la revolución popular mongola" (Mongolia)                              |
|  | Medalla "30 años de victoria sobre el Japón militarista" (Mongolia)                        |
|  | Medalla "50 años del Ejército Popular de Mongolia" (Mongolia)                              |

### Ciudadano de honor
- Yelnia, Rusia (1970)
- Zalishchyky, Ucrania
- Gdynia, Polonia (1972-2004)